# Campionato mondiale Supersport 2001
Il Campionato mondiale Supersport 2001 è la terza edizione del campionato mondiale Supersport.
Vincitore del campionato piloti è stato Andrew Pitt con la Kawasaki ZX 6R del team Fuchs Kawasaki, particolarità di questo titolo è che il pilota australiano non realizza nessuna vittoria in gara, ma prendendo punti in tutte le prove in calendario riesce ad ottenere l'iride mondiale. In passato la stessa cosa era accaduta nel motomondiale ma mai nei campionati mondiali per moto derivate dalla produzione di serie. Grande delusione per il secondo classificato Paolo Casoli, vincitore di tre gare in stagione, arrivato alla vigilia dell'ultima gara di campionato con 11 punti di vantaggio su Pitt, ma una manovra al limite di Murgerridge lo costrinse al ritiro, vanificando le speranze mondiali del pilota italiano, che per il secondo anno consecutivo perde il campionato per pochissimi punti (l'anno precedente perse per soli tre punti a favore di Jörg Teuchert).
Piazzando tre piloti nei primi quattro posti e con sei vittorie stagionali, la Yamaha si impone tra i costruttori, seconda la Honda con 5 vittorie in gara, terza la Kawasaki (vincitrice del titolo piloti). Al quarto posto la Suzuki, che ottiene tre piazzamenti a podio, mentre staccatissima dalle rivali la Ducati, che riesce a farsi vedere solo nelle qualifiche, ottenendo due pole position con Guareschi ma nessun risultato di rilievo in gara.

## Piloti partecipanti
fonte
| Nº | Pilota                 | Squadra                      | Motocicletta    | Gomma |
| -- | ---------------------- | ---------------------------- | --------------- | ----- |
| 1  | Jörg Teuchert          | Wilbers Suspension           | Yamaha YZF R6   | D     |
| 2  | Paolo Casoli           | Yamaha Belgarda              | Yamaha YZF R6   | D     |
| 4  | Christian Kellner      | Wilbers Suspension           | Yamaha YZF R6   | D     |
| 5  | Karl Muggeridge        | Suzuki Alstare Corona Extra  | Suzuki GSX R600 | D     |
| 6  | Iain MacPherson        | Fuchs Kawasaki               | Kawasaki ZX 6R  | D     |
| 7  | Pere Riba              | Ten Kate Honda               | Honda CBR 600   | P     |
| 8  | Andrew Pitt            | Fuchs Kawasaki               | Kawasaki ZX 6R  | D     |
| 9  | Fabrizio Pirovano      | DMR Suzuki Italia            | Suzuki GSX R600 | D     |
| 11 | Kevin Curtain          | BKM Honda                    | Honda CBR 600   | M     |
| 12 | Piergiorgio Bontempi   | Italia Lorenzini             | Yamaha YZF R6   | P     |
| 14 | Christophe Cogan       | Saveko Dee Cee Jeans         | Yamaha YZF R6   | P     |
| 15 | Werner Daemen          | Yamaha Belgium               | Yamaha YZF R6   | P     |
| 16 | Christer Lindholm      | Yamaha Belgium               | Yamaha YZF R6   | P     |
| 17 | Ivan Clementi          | GiMotor Sport                | Yamaha YZF R6   | M     |
| 18 | Cristiano Migliorati   | Lucky Ducati                 | Ducati 748      | M     |
| 18 | Cristiano Migliorati   | BKM Honda                    | Honda CBR 600   | M     |
| 19 | Augustin Escobar       | GiMotor Sport                | Yamaha YZF R6   | M     |
| 19 | Augustin Escobar       | GiMotor Sport                | Yamaha YZF R6   | M     |
| 19 | Augustin Escobar       | Yamaha d'Antin               | Yamaha YZF R6   |       |
| 21 | Chris Vermeulen        | Castrol Honda                | Honda CBR 600   | M     |
| 22 | Vittoriano Guareschi   | Dienza Ducati Racing         | Ducati 748      | M     |
| 23 | Dean Thomas            | Dienza Ducati Racing         | Ducati 748      | M     |
| 24 | Adam Fergusson         | Alpha Technick Castrol Honda | Honda CBR 600   | M     |
| 25 | Markus Barth           | Alpha Technick Castrol Honda | Honda CBR 600   | M     |
| 25 | Markus Barth           | Ducati NCR                   | Ducati 748      |       |
| 26 | Ivan Goi               | BKM Honda                    | Honda CBR 600   | M     |
| 28 | Sébastien Le Grelle    | Moto 1 Honda Elf Dholda      | Honda CBR 600   | M     |
| 29 | Eduard Ullastres       | Belart Motorsport            | Yamaha YZF R6   | B     |
| 30 | Alex Hervas            | Folch Endurance              | Yamaha YZF R6   | D     |
| 31 | Vittorio Iannuzzo      | DMR Suzuki Italia            | Suzuki GSX R600 | D     |
| 32 | Alex Gobert            | Alpha Technick Castrol Honda | Honda CBR 600   | M     |
| 33 | Robbie Baird           | RadarsTeam Yamaha            | Yamaha YZF R6   | D     |
| 34 | Jamie Stauffer         | RadarsTeam Yamaha            | Yamaha YZF R6   | D     |
| 35 | Stefano Cruciani       | Italia Lorenzini             | Yamaha YZF R6   | P     |
| 36 | Ivan Mengozzi          | Ducati NCR                   | Ducati 748      | M     |
| 37 | Katsuaki Fujiwara      | Suzuki Alstare Corona Extra  | Suzuki GSX R600 | D     |
| 38 | Osamu Deguchi          | Yoshimura Suzuki GP1         | Suzuki GSX R600 |       |
| 39 | Takashi Toda           | Foundation                   | Ducati 748      |       |
| 40 | Shannon Johnson        | Moto 1 Honda Elf Dholda      | Honda CBR 600   | P     |
| 42 | Alessio Corradi        | Italia Alpha Centauri        | Yamaha YZF R6   | P     |
| 43 | Gianfranco Guareschi   | 2000 Racing                  | Suzuki GSX R600 |       |
| 44 | Antonio Carlacci       | DFX Racing                   | Ducati 748      | P     |
| 45 | Matt Llewellyn         | V & M Yamaha                 | Yamaha YZF R6   | P     |
| 48 | Rico Penzkofer         | Shell Advance Racing         | Ducati 748      | M     |
| 49 | Karl Harris            | Crescent Suzuki              | Suzuki GSX R600 | D     |
| 50 | Stefan Nebel           | Karthin Altzschner S         | Suzuki GSX R600 | D     |
| 51 | Jürgen Oelschläger     | Steinhausen Racing           | Suzuki GSX R600 | M     |
| 52 | David Muscat           | DFX Racing                   | Ducati 748      | P     |
| 53 | Camillo Mariottini     | Ducati NCR                   | Ducati 748      | P     |
| 53 | Camillo Mariottini     | Parimotor                    | Yamaha YZF R6   | P     |
| 54 | Alessandro Polita      | GiMotor Sport                | Yamaha YZF R6   | M     |
| 55 | Nello Russo            | Parimotor                    | Yamaha YZF R6   | P     |
| 55 | Nello Russo            | GiMotor Sport                | Yamaha YZF R6   | M     |
| 56 | Roberto Antonello      | DFX Racing                   | Ducati 748      | P     |
| 57 | Arnaud Van Den Bossche | Lightspeed/Ducci Promotion   | Yamaha YZF R6   | D     |
| 58 | Michael Schulten       | Yamaha Laaks Racing          | Yamaha YZF R6   | D     |
| 59 | Kyro Verstraeten       | Moto 1 Honda Elf Dholda      | Honda CBR 600   | M     |
| 63 | Brad Anassis           | Ducati NCR                   | Ducati 748      | M     |
| 63 | Toshiyuki Hamaguchi    | Ducati NCR                   | Ducati 748      | M     |
| 65 | Jan Hanson             | Saveko Dee Cee Jeans         | Yamaha YZF R6   | P     |
| 67 | Franco Brugnara        | GiMotor Sport                | Yamaha YZF R6   | M     |
| 68 | Steve Plater           | Alpha Technick Castrol Honda | Honda CBR 600   | M     |
| 69 | James Whitham          | Yamaha Belgarda              | Yamaha YZF R6   | D     |
| 71 | Davide Bulega          | Lightspeed/Ducci Promotion   | Yamaha YZF R6   | P     |
| 72 | Dennis Hobbs           | Lightspeed/Ducci Promotion   | Yamaha YZF R6   | P     |
| 73 | Alessandro Pizzagalli  | Lightspeed/Ducci Promotion   | Yamaha YZF R6   | P     |
| 74 | Harry Van Beek         | Yamaha Motors Nederland      | Yamaha YZF R6   | D     |
| 75 | Wim Theunissen         | Van der Velde-Kobutex        | Honda CBR 600   | M     |
| 77 | Robert Frost           | Saveko Dee Cee Jeans         | Yamaha YZF R6   | P     |
| 79 | Oriol Fernandez        | Yamaha d'Antin               | Yamaha YZF R6   |       |
| 86 | Matteo Campana         | Lucky Ducati                 | Ducati 748      | M     |
| 88 | Scott Smart            | Scott Smart Racing           | Suzuki GSX R600 |       |
| 99 | Fabien Foret           | Ten Kate Honda               | Honda CBR 600   | P     |

| Legenda            |
| ------------------ |
| Pilota wildcard    |
| Pilota Sostitutivo |

## Calendario
| Nº | Data         | Gran Premio | Circuito         | Pole Position        | Vincitore gara | Leader del campionato | Resoconto |
| -- | ------------ | ----------- | ---------------- | -------------------- | -------------- | --------------------- | --------- |
| 1  | 11 marzo     | Spagna      | Valencia         | Fabien Foret         | Pere Riba      | Pere Riba             | Resoconto |
| 2  | 22 aprile    | Australia   | Phillip Island   | Paolo Casoli         | Kevin Curtain  | Kevin Curtain         | Resoconto |
| 3  | 29 aprile    | Giappone    | Sugo             | Paolo Casoli         | Paolo Casoli   | Pere Riba             | Resoconto |
| 4  | 13 maggio    | Italia      | Monza            | Vittoriano Guareschi | James Whitham  | Paolo Casoli          | Resoconto |
| 5  | 27 maggio    | Regno Unito | Donington        | Vittoriano Guareschi | Paolo Casoli   | Paolo Casoli          | Resoconto |
| 6  | 10 giugno    | Germania    | Lausitz          | Fabien Foret         | Kevin Curtain  | Paolo Casoli          | Resoconto |
| 7  | 24 giugno    | San Marino  | Misano Adriatico | Iain MacPherson      | Jörg Teuchert  | Paolo Casoli          | Resoconto |
| 8  | 29 luglio    | Europa      | Brands Hatch     | James Whitham        | Jörg Teuchert  | Jörg Teuchert         | Resoconto |
| 9  | 2 settembre  | Germania    | Oschersleben     | Fabien Foret         | Fabien Foret   | Paolo Casoli          | Resoconto |
| 10 | 9 settembre  | Paesi Bassi | Assen            | Katsuaki Fujiwara    | Paolo Casoli   | Paolo Casoli          | Resoconto |
| 11 | 30 settembre | Italia      | Imola            | Karl Muggeridge      | Fabien Foret   | Andrew Pitt           | Resoconto |

## Classifiche

### Classifica Piloti[1]
| Pos. | Pilota                 | Moto            |     |     |     |     |     |     |     |     |     |     |     | P.ti |
| ---- | ---------------------- | --------------- | --- | --- | --- | --- | --- | --- | --- | --- | --- | --- | --- | ---- |
| 1    | Andrew Pitt            | Kawasaki        | 11  | 3   | 3   | 4   | 10  | 3   | 8   | 2   | 3   | 2   | 4   | 149  |
| 2    | Paolo Casoli           | Yamaha          | 12  | 7   | 1   | 2   | 1   | 15  | 3   | 7   | 4   | 1   | Rit | 147  |
| 3    | Jörg Teuchert          | Yamaha          | Rit | 8   | 2   | 6   | 3   | 7   | 1   | 1   | Rit | 4   | 7   | 135  |
| 4    | James Whitham          | Yamaha          | Rit | Rit | Rit | 1   | 4   | Rit | 7   | 3   | 5   | 3   | 3   | 106  |
| 5    | Kevin Curtain          | Honda           | 5   | 1   | 6   | 14  | 8   | 1   | Rit | 11  | 12  | 6   | 14  | 102  |
| 6    | Pere Riba              | Honda           | 1   | 5   | 4   | Rit | 12  | Rit | Rit | 6   | 2   | Rit | 5   | 94   |
| 7    | Karl Muggeridge        | Suzuki          | 6   | Rit | 5   | 3   | 2   | Rit | 9   | Rit | 8   | Rit | 2   | 92   |
| 8    | Fabien Foret           | Honda           | 15  | 19  | 8   | Rit | 11  | Rit | 4   | 9   | 1   | 10  | 1   | 90   |
| 9    | Iain MacPherson        | Kawasaki        | 20  | Rit | 10  | 5   | 14  | 6   | 2   | Rit | Rit | 8   | 6   | 67   |
| 10   | Fabrizio Pirovano      | Suzuki          | 9   | Rit | 7   | 8   | 9   | Rit | Rit | 5   | 7   | 5   | 11  | 67   |
| 11   | Piergiorgio Bontempi   | Yamaha          | 2   | 14  | Rit | 9   | 6   | Rit | 10  | Rit | 14  | 12  | 9   | 58   |
| 12   | Katsuaki Fujiwara      | Suzuki          | 4   | Rit | Rit | 13  | 5   | Rit | 6   | 4   | Rit | Rit | 8   | 58   |
| 13   | Christophe Cogan       | Yamaha          | 7   | 10  | 13  | 12  | 13  | 5   | 12  | Rit | 9   | 9   |     | 54   |
| 14   | Christian Kellner      | Yamaha          | 3   | 16  | 9   | Rit | Rit | 9   | Rit | 10  | 6   | 11  | 17  | 51   |
| 15   | Adam Fergusson         | Honda           |     | 2   | Rit | 19  | 20  | 2   | Rit | 15  | 10  | 14  | 16  | 49   |
| 16   | Vittoriano Guareschi   | Ducati          | 8   | 4   | Rit | 7   | Rit | 4   | Rit | Rit | Rit | 20  | Rit | 43   |
| 17   | Chris Vermeulen        | Honda           | Rit | Rit | 14  | NC  | Rit | 8   | 5   | 16  | Rit | 16  | 10  | 27   |
| 18   | Vittorio Iannuzzo      | Suzuki          | 19  | 15  | 12  | 16  | 18  | Rit | Rit | 14  | Rit | 7   | 12  | 20   |
| 19   | Werner Daemen          | Yamaha          | 10  | Rit | Rit | Rit | Rit | 10  | 15  | 13  | Rit | 13  | Rit | 19   |
| 20   | Cristiano Migliorati   | Ducati e Honda  | 17  |     |     | 11  | 16  | 11  | Rit | 12  | Rit | 15  | 13  | 18   |
| 21   | Karl Harris            | Suzuki          |     |     |     |     | 7   |     |     | 8   |     |     |     | 17   |
| 22   | Dean Thomas            | Ducati          | Rit | 6   | Rit | Rit | 17  | Rit | 17  | 17  | 11  | Rit | 17  | 15   |
| 23   | Christer Lindholm      | Yamaha          | 13  | 11  | 17  | 18  | Rit | 12  | 18  | 24  | Rit | 18  | 18  | 12   |
| 24   | Alessio Corradi        | Yamaha          |     |     |     | 10  |     |     | 13  |     |     |     |     | 9    |
| 25   | Ivan Goi               | Honda           | 23  | 9   | 20  |     |     |     |     |     |     |     |     | 7    |
| 26   | Jan Hanson             | Yamaha          | 14  | Rit | 11  | NP  | 25  | Rit | 19  | 21  | 16  | 19  | Rit | 7    |
| 27   | Nello Russo            | Yamaha          |     |     |     |     |     |     | 11  |     | 19  | 23  |     | 5    |
| 28   | Markus Barth           | Honda e Ducati  | 16  | 13  | Rit | Rit | 23  | 14  | Rit |     |     |     | Rit | 5    |
| 29   | Robbie Baird           | Yamaha          |     | 12  |     |     |     |     |     |     |     |     |     | 4    |
| 30   | Michael Schulten       | Yamaha          |     |     |     |     |     |     |     |     | 13  |     |     | 3    |
| 31   | Jürgen Oelschläger     | Suzuki          |     |     |     |     |     | 13  |     |     |     |     |     | 3    |
| 32   | Camillo Mariottini     | Ducati e Yamaha |     |     |     |     |     | 17  | 14  |     |     |     | Rit | 2    |
| 33   | Sébastien Le Grelle    | Honda           | 24  | 17  | 15  | 15  | 22  | 16  | Rit | 23  |     |     |     | 2    |
| 34   | Robert Frost           | Yamaha          |     |     |     |     |     |     |     |     |     |     | 15  | 1    |
| 35   | Stefano Cruciani       | Yamaha          | 22  | 21  | Rit | Rit | Rit | Rit | Rit | 18  | 15  | Rit | Rit | 1    |
| 36   | Scott Smart            | Suzuki          |     |     |     |     | 15  |     |     |     |     |     |     | 1    |
| NC   | Shannon Johnson        | Honda           |     |     |     | 22  | 24  | Rit | 16  | 19  | 17  | 21  | 19  | 0    |
| -    | Osamu Deguchi          | Suzuki          |     |     | 16  |     |     |     |     |     |     |     |     | 0    |
| -    | Ivan Clementi          | Yamaha          | 21  | 18  | 18  | 17  | 21  | Rit | Rit | 20  | NP  | 22  | 20  | 0    |
| -    | Rico Penzkofer         | Ducati          |     |     |     |     |     | 18  |     |     | 18  |     |     | 0    |
| -    | Agustín Escobar        | Yamaha          | 18  | 22  | 19  | 23  | Rit |     | Rit | 26  |     | Rit | Rit | 0    |
| -    | Alessandro Polita      | Yamaha          |     |     |     |     |     | 19  | 22  |     |     |     |     | 0    |
| -    | Matt Llewellyn         | Yamaha          |     |     |     |     | 19  |     |     | Rit |     |     |     | 0    |
| -    | Kyro Verstraeten       | Honda           |     |     |     |     |     |     |     |     | 20  | Rit | NP  | 0    |
| -    | Davide Bulega          | Yamaha          |     |     | 21  | Rit | Rit | Rit | 20  | 25  |     |     | Rit | 0    |
| -    | Toshiyuki Hamaguchi    | Ducati          |     |     | Rit | 20  |     |     |     |     |     |     |     | 0    |
| -    | Brad Anassis           | Ducati          |     | 20  |     |     |     |     |     |     |     |     |     | 0    |
| -    | Franco Brugnara        | Yamaha          |     |     |     |     |     |     |     | 22  |     |     | 21  | 0    |
| -    | Roberto Antonello      | Ducati          |     |     |     |     |     |     | 21  |     |     |     |     | 0    |
| -    | Alessandro Pizzagalli  | Yamaha          |     |     | Rit | 21  |     |     |     |     |     |     |     | 0    |
| -    | Steve Plater           | Honda           |     |     |     |     |     |     |     | Rit | Rit | Rit | 22  | 0    |
| -    | Jamie Stauffer         | Yamaha          |     | 23  |     |     |     |     |     |     |     |     |     | 0    |
| -    | Wim Theunissen         | Honda           |     |     |     |     |     |     |     |     |     | 24  |     | 0    |
| -    | Antonio Carlacci       | Ducati          | Rit | Rit | NP  | NP  |     |     |     | Rit | Rit | 25  | Rit | 0    |
| -    | Alex Gobert            | Honda           | 25  |     |     |     |     |     |     |     |     |     |     | 0    |
| -    | José Oriol Fernández   | Yamaha          |     |     |     |     |     |     |     |     |     |     | Rit | 0    |
| -    | Harry van Beek         | Yamaha          |     |     |     |     |     |     |     |     |     | Rit |     | 0    |
| -    | Arnaud Van Den Bossche | Yamaha          |     |     |     |     |     |     | Rit | NP  |     |     |     | 0    |
| -    | David Muscat           | Ducati          |     |     |     |     |     | Rit |     |     |     |     |     | 0    |
| -    | Gianfranco Guareschi   | Suzuki          |     |     |     | Rit |     |     |     |     |     |     |     | 0    |
| -    | Takashi Toda           | Ducati          |     |     | Rit |     |     |     |     |     |     |     |     | 0    |
| -    | Alex Hervas            | Yamaha          | Rit |     |     |     |     |     |     |     |     |     |     | 0    |
| -    | Eduard Ullastres       | Yamaha          | Rit |     |     |     |     |     |     |     |     |     |     | 0    |
| -    | Stefan Nebel           | Suzuki          |     |     |     |     |     | NP  |     |     |     |     |     | 0    |
| -    | Dennis Hobbs           | Yamaha          |     |     |     |     | NP  |     |     |     |     |     |     | 0    |
| -    | Ivan Mengozzi          | Ducati          | NP  |     |     |     |     |     |     |     |     |     |     | 0    |
| -    | Matteo Campana         | Ducati          | NP  |     |     |     |     |     |     |     |     |     |     | 0    |
| Pos  | Pilota                 | Moto            |     |     |     |     |     |     |     |     |     |     |     | P.ti |

| Legenda | 1º posto        | 2º posto            | 3º posto           | A punti      | Senza punti        | Grassetto – Pole position Corsivo – Giro più veloce |
| Legenda | Gara non valida | Non qual./Non part. | Ritirato/Non class | Squalificato | '-' Dato non disp. | Grassetto – Pole position Corsivo – Giro più veloce |

### Sistema di punteggio
| Pos.  | 1  | 2  | 3  | 4  | 5  | 6  | 7 | 8 | 9 | 10 | 11 | 12 | 13 | 14 | 15 | 16> |
| Punti | 25 | 20 | 16 | 13 | 11 | 10 | 9 | 8 | 7 | 6  | 5  | 4  | 3  | 2  | 1  | 0   |

### Costruttori[3]
| Pos. | Costruttore | Motocicletta |    |    |     |    |    |    |    |    |    |    |     | P.ti |
| ---- | ----------- | ------------ | -- | -- | --- | -- | -- | -- | -- | -- | -- | -- | --- | ---- |
| 1    | Yamaha      | YZF R6       | 2  | 7  | 1   | 1  | 1  | 5  | 1  | 1  | 4  | 1  | 3   | 219  |
| 2    | Honda       | CBR 600      | 1  | 1  | 4   | 11 | 8  | 1  | 4  | 6  | 1  | 6  | 1   | 184  |
| 3    | Kawasaki    | ZX 6R        | 11 | 3  | 3   | 4  | 10 | 3  | 2  | 2  | 3  | 2  | 4   | 161  |
| 4    | Suzuki      | GSX R600     | 4  | 15 | 5   | 3  | 2  | 13 | 6  | 4  | 7  | 5  | 2   | 127  |
| 5    | Ducati      | 748          | 8  | 4  | Rit | 7  | 17 | 4  | 14 | 17 | 11 | 17 | Rit | 50   |